# Riopa albopunctata
Riopa albopunctata — вид сцинкоподібних ящірок родини сцинкових (Scincidae). Мешкає в Південній і Південно-Східній Азії.

## Поширення і екологія
Riopa albopunctata мешкають на північному сході Індії, в Непалі, Бангладеш і М'янмі, спостерігалися в Малайзії, Таїланді та на Мальдівах. Вони живуть в сухих тропічних листяних лісах і на луках, зокрема на субгімалайських луках тераїв. Живляться комахами.